# محمد يوسف آئينه
محمد يوسف بن يعقوب آئينه (1920 - 22 يناير 2002) شاعر وصحفي أفغاني. ولد في كابول ونشأ بها. عمل مترجمًا وصحفيًا. كان شاعراً حداثياً وترك عدد من الدواوين. له عدد من المؤلفات في الأدب والتاريخ ونُشرت معظم كتاباته ومقالاته بأسماء مستعارة. توفي عن 81 عامًا في بشاور حيث أمضى سنواته الأخيرة. 

## سيرته
ولد محمد يوسف بن يعقوب عين عام 1919 في كابول عاصمة إمارة أفغانستان من عائلة قندهارية، ونشأ ودرس بها أولًا في مدرسة‌ أماني ولكنه ترك المدرسة قبل حصوله على دبلوم التخرج. عمل مترجمًا ثم التحق بوزارة الأعلام والثقافة الأفغانية. عيّن رئيسًا لتحرير مجلة «برگِ سبز»، وكان مسؤولاً عن الإدارة العامة للمطبوعات ومشرفًا على مكتبة ومتحف وزارة الزراعة. كان يجيد اللغتين الألمانية والإنجليزية.

عاش في بشاور في سنوات الأخيرة وتوفي يوم 22 يناير 2002 فيها. نقل جثمانه إلى كابل ودفن بها. 

## شعره
كان من أتباع الشعر الجديد، وقد عرف بأسلوبه الخاص المتميز. وأسلوبه المليء بالتشبيهات. يعد من رواد الشعر الحداثي أو النيمائي. 

## مؤلفاته
- «تار»
- «بستان صفت»
- «نواي عشرت».